# مخروط العدسة
مَخْرُوْطُ العَدَسَة أو عَدَسة مَخْروطة (بالإنجليزية: Lenticonus، تُلفَظ: (/len·ti·co·nus/ (len″tĭ-ko´nus)) ومُشتَقَّة من: lens عدسة + cone مَخروط (باللاتينية: conus))‏ هو شُذوذ خِلقِيّ نادِر في العين يتميَّز بِنتوء مَخْروطِيّ على مِحفظة العَدَسة البِلَّورِيَّة والقِشرة المُبَطِّنة، يمكن أن يصل قطره إلى 2–7مم، وقد يحدث المخروط أماميًّا أو خلفيًّا. إذا كان النُّتوء كرويًّا بدلًا من أن يكون مَخروطيًّا، عندها يُشار لهذه الحالة باسم تَكَوُّر العَدَسَة (بالإنجليزية: lentiglobus)‏. تُسَبِّب نقصًا في حِدَّة الإبصَار وانكِسار غير مُنتَظَم لا يُمكن تصحيحه بعَدَسَة النَظَّارات أو بالعدسات اللَّاصِقة.
يمتاز «مخروط العدسة» المَفحوص مِجْهَرِيًّا وبَيولوجيًّا بإسقاط مَخروطيّ شَفَّاف ومَوضِعِيّ ومُحدَّد الحواف بحدَّة لعدسة المِحفَظَة والقِشرة، وعادةً ما يكون مِحوريًّا في توضُّعه. أظهرته الإِضاءَة الرَّجعيّة في المرحلة المُبَكِّرة بهيئة قُطَيرة زيتيَّة، واستُحصِلت صورة للمَخروط باستعمال فَلْعَة ضَيِّقة، وفي مرحلة مُتقدِّمة أكثر ظهرت عَتامَات مُرافِقة تحت المِحفَظَة وقِشريًّا. تبيَّن من خلال تنظير الشَّبَكيَّة أنَّ القطيرة الزَّيتيَّة تُنتِج حركة مِقَصِّيَّة واصِمة لانعِكاس الضَّوء، تحدث هذه الظَّاهِرة بسبب اختلاف الانكِسار في المنطقة المَركزيَّة والمُحيطيَّة للعدسة. يُمكِن أيضًا لتَخْطيط الصَّدَى أن يُبَيِّن وجود «مخروط العدسة» من عدمه؛ فمسح تخطيط الصَّدى-أ قد يَكْشِف زيادةً في ثخانة العدسة ومسح تخطيط الصَّدى-ب قد يُظهِر مادَّةً عَدَسِيَّة مُنْفَتِقة، موحيةً بوجود مخروط العدسة. من المُحتَمَل مُلاحظة الغَمَش والساد والحَوَل وفقد التَّثْبِيْت المَركزيّ في وجود مخروط العدسة الخلفيّ، في حين أنَّ الساد واعتلال الشَّبَكيَّة المُرَقَّطَة والحَثَل (التغذية الناقصة أو السيّئة) مُتعَدِّد الأشكال الخلفيّ وقوس الشَّيخيَّة قد تتواجَد بالترافُق مع مخروط العدسة الأماميّ الَّذي يحدث كجزء من مُتلازِمة آلبورت.

## أنواعه
يوجد نوعان من «مخروط العدسة» اعتمادًا على وجه العدسة المُتأثِّرة:
1. مَخروط العَدَسَة الأَمامِيّ، هو جزء من متلازمة فاردينبيرغ.
2. مَخروط العَدَسَة الخَلفِيّ، أكثر شيوعًا من الأماميّ ويوجَد أحيانًا في متلازمة لو.

يُمكن لمُتلازِمة آلبورت أن تُسَبِّب كلّ من مخروط العدسة الأماميّ والخلفيّ.